# George Friend
George Friend (Barnstaple, Inglaterra, Reino Unido; 19 de octubre de 1987) es un exfutbolista inglés. Jugaba de lateral izquierdo.

## Trayectoria
Formado en las inferiores del Exeter City, Friend fue promovido al primer equipo en la temporada 2005-06 en la National League. Jugó años en el club, donde ganó la promoción a la League Two en la temporada 2007-08.
En septiembre de 2008, fue transferido al Wolverhampton Wanderers de la EFL Championship por £350,000. En el club, ganó el ascenso a la Premier League en su primer año, y debutó en primera el 15 de diciembre de 2009 ante el Manchester United. Durante su etapa en el Wolves, fue enviado a préstamo a clubes del ascenso inglés.
Para la temporada 2010-11, fichó por el Doncaster Rovers en la segunda división. Disputó dos temporadas de Championship por el equipo.
En julio de 2012, Doncaster transfirió a Friend al Middlesbrough. En el club, ganó el ascenso a la Premier League en 2015-16, al quedar en segundo lugar.
El 15 de agosto de 2020, fichó por dos temporadas con el Birmingham City como agente libre.
Anunció su retiro en febrero de 2024, comenzando su carrera como director deportivo.

## Estadísticas
Actualizado al último partido disputado el 16 de agosto de 2022
| Exeter City Inglaterra | 5.ª           | 2005-06       | 1   | 0  | 0  | 0 | —  | — | 0  | 0 | 1   | 0  |
| Exeter City Inglaterra | 5.ª           | 2006-07       | 2   | 0  | 0  | 0 | —  | — | 0  | 0 | 2   | 0  |
| Exeter City Inglaterra | 5.ª           | 2007-08       | 30  | 1  | 2  | 0 | 0  | 0 | 5  | 0 | 37  | 1  |
| Exeter City Inglaterra | 4.ª           | 2008-09       | 4   | 0  | —  | — | 1  | 0 | —  | — | 5   | 0  |
| Exeter City Inglaterra | Total club    | Total club    | 37  | 1  | 0  | 0 | 1  | 0 | 5  | 0 | 45  | 1  |
| Wolverhampton Wanderers Inglaterra | 2.ª           | 2008-09       | 6   | 0  | 1  | 0 | —  | — | —  | — | 7   | 0  |
| Wolverhampton Wanderers Inglaterra | 1.ª           | 2009-10       | 1   | 0  | 0  | 0 | —  | — | —  | — | 1   | 0  |
| Wolverhampton Wanderers Inglaterra | Total club    | Total club    | 7   | 0  | 1  | 0 | 0  | 0 | 0  | 0 | 8   | 0  |
| Millwall Inglaterra | 3.ª           | 2009-10       | 6   | 0  | —  | — | —  | — | 1  | 0 | 7   | 0  |
| Millwall Inglaterra | Total club    | Total club    | 6   | 0  | 0  | 0 | 0  | 0 | 1  | 0 | 7   | 0  |
| Southend United Inglaterra | 3.ª           | 2009-10       | 6   | 1  | —  | — | —  | — | —  | — | 6   | 1  |
| Southend United Inglaterra | Total club    | Total club    | 6   | 1  | 0  | 0 | 0  | 0 | 0  | 0 | 6   | 1  |
| Scunthorpe United Inglaterra | 2.ª           | 2009-10       | 4   | 0  | —  | — | —  | — | —  | — | 4   | 0  |
| Scunthorpe United Inglaterra | Total club    | Total club    | 4   | 0  | 0  | 0 | 0  | 0 | 0  | 0 | 4   | 0  |
| Exeter City Inglaterra | 3.ª           | 2009-10       | 13  | 1  | —  | — | —  | — | —  | — | 13  | 1  |
| Exeter City Inglaterra | Total club    | Total club    | 13  | 1  | 0  | 0 | 0  | 0 | 0  | 0 | 13  | 1  |
| Doncaster Rovers Inglaterra | 2.ª           | 2010-11       | 32  | 1  | 2  | 0 | 1  | 0 | —  | — | 35  | 1  |
| Doncaster Rovers Inglaterra | 2.ª           | 2011-12       | 27  | 0  | 0  | 0 | 2  | 0 | —  | — | 29  | 0  |
| Doncaster Rovers Inglaterra | Total club    | Total club    | 59  | 1  | 2  | 0 | 3  | 0 | 0  | 0 | 34  | 1  |
| Middlesbrough Inglaterra | 2.ª           | 2012-13       | 34  | 0  | 1  | 0 | 4  | 0 | —  | — | 39  | 0  |
| Middlesbrough Inglaterra | 2.ª           | 2013-14       | 41  | 3  | 1  | 0 | 1  | 0 | —  | — | 43  | 3  |
| Middlesbrough Inglaterra | 2.ª           | 2014-15       | 42  | 1  | 2  | 0 | 1  | 0 | 3  | 0 | 48  | 1  |
| Middlesbrough Inglaterra | 2.ª           | 2015-16       | 40  | 1  | 1  | 0 | 4  | 0 | —  | — | 45  | 1  |
| Middlesbrough Inglaterra | 1.ª           | 2016-17       | 24  | 0  | 2  | 0 | 1  | 0 | —  | — | 27  | 0  |
| Middlesbrough Inglaterra | 2.ª           | 2017-18       | 33  | 3  | 2  | 0 | 2  | 0 | 2  | 0 | 39  | 2  |
| Middlesbrough Inglaterra | 2.ª           | 2018-19       | 38  | 2  | 3  | 0 | 2  | 0 | —  | — | 43  | 3  |
| Middlesbrough Inglaterra | 2.ª           | 2019-20       | 14  | 0  | 0  | 0 | 1  | 0 | —  | — | 15  | 0  |
| Middlesbrough Inglaterra | Total club    | Total club    | 266 | 9  | 12 | 1 | 16 | 0 | 5  | 0 | 299 | 10 |
| Birmingham City Inglaterra | 2.ª           | 2020-21       | 26  | 0  | 1  | 0 | 1  | 0 | —  | — | 28  | 0  |
| Birmingham City Inglaterra | 2.ª           | 2021-22       | 14  | 0  | 1  | 0 | 2  | 0 | —  | — | 17  | 0  |
| Birmingham City Inglaterra | 2.ª           | 2022-23       | 2   | 0  | 0  | 0 | 0  | 0 | —  | — | 2   | 0  |
| Birmingham City Inglaterra | Total club    | Total club    | 42  | 0  | 2  | 0 | 3  | 0 | 0  | 0 | 47  | 0  |
| Total carrera | Total carrera | Total carrera | 440 | 13 | 19 | 1 | 23 | 0 | 11 | 0 | 493 | 14 |
| (1) Incluye datos de la FA Cup (2) Incluye datos de la Copa de la Liga de Inglaterra (2) Incluye datos de la Conference League Cup, el FA Trophy y los Play-offs de la Conference Premier y la EFL Championship |               |               |     |    |    |   |    |   |    |   |     |    |

## Palmarés

### Distinciones individuales
| Distinción               | Año                  |
| ------------------------ | -------------------- |
| PFA Team of the Year     | Championship 2014-15 |
| PFA Team of the Year     | Championship 2015-16 |
| Equipo del año de la EFL | 2015-16              |